# Ilha Ferradura
A ilha Ferradura é uma ilha localizada em frente à costa oeste da costa Fallières da península Antártica, Antártida.
Possui 12 quilómetros de comprimento e seis de largura, ocupando a maior parte da entrada da baía Quadrada e o fiorde Bourgeois.

## História e toponimia
Foi descoberta e nomeada pela Expedição Britânica à Terra de Graham sob a direcção de John Riddoch Rymill, quem cartografou a área por terra e pelo ar entre 1936 e 1937. Seu nome indica a forma semicircular com que se alinham as suas montanhas de 600 a 900 metros. Foi recartografiada pelo British Antarctic Survey entre 1948 e 1950 e renomeada Stonington Island, quando se descobriu que a forma era menos parecida a uma herradura do que originalmente se cria. No entanto, prevaleceu o primeiro nome que também foi traduzido ao castelhano pelas toponimias antárticas de Argentina e Chile.

## Reclamações territoriais
Argentina inclui a ilha Ferradura no departamento Antártida Argentina na província de Terra do Fogo, Antártida e Ilhas do Atlántico Sul; para o Chile fazem parte da comuna Antártica da província da Antártica Chilena dentro da Região de Magallanes e da Antártica Chilena; e para o Reino Unido integram o Território Antártico Britânico. As três reclamações estão sujeitas às disposições do Tratado Antártico.
Nomenclatura dos países reclamantes:
- Argentina: isla Herradura[4][5]
- Chile: isla Herradura[6]
- Reino Unido: Horseshoe Island[3]